# Виллер-Бокаж (кантон)
Вилле́р-Бока́ж (фр. Villers-Bocage) — упраздненный кантон во Франции, находился в регионе Нижняя Нормандия. Департамент кантона — Кальвадос. Входил в состав округа Кан. Население кантона на 2006 год составляло 10 068 человек.
Код INSEE кантона — 1437. Всего в кантон Виллер-Бокаж входило 22 коммуны, из них главной коммуной являлась Виллер-Бокаж.

## Коммуны кантона
- Амейе-сюр-Сёль — население 195 чел.
- Банвиль-сюр-Ажон — население 393 чел.
- Бонмезон — население 352 чел.
- Кампандре-Вальконгрен — население 104 чел.
- Курводон — население 212 чел.
- Эпине-сюр-Одон — население 571 чел.
- Ланд-сюр-Ажон — население 332 чел.
- Ле-Лошёр — население 277 чел.
- Ле-Мений-о-Грен — население 54 чел.
- Лонвилле — население 326 чел.
- Мезонсель-Пельве — население 247 чел.
- Мезонсель-сюр-Ажон — население 193 чел.
- Мисси — население 555 чел.
- Монз-ан-Бессен — население 395 чел.
- Нуайе-Бокаж — население 1137 чел.
- Парфурю-сюр-Одон — население 152 чел.
- Сент-Аньян-ле-Малерб — население 115 чел.
- Сен-Луэ-сюр-Сёль — население 172 чел.
- Турне-сюр-Одон — население 366 чел.
- Траси-Бокаж — население 337 чел.
- Виллер-Бокаж — население 2868 чел.
- Вилли-Бокаж — население 715 чел.